# Abierto de la República
El Abierto Argentino o Abierto de la República es uno de los más antiguos campeonatos de golf abiertos de Argentina. Se jugó por primera vez en 1905 y ha ofrecido numerosos ganadores, entre ellos los principales campeones Jimmy Demaret (1941), Lloyd Mangrum (1946), Tom Weiskopf (1979), Craig Stadler (1992), Mark Calcavecchia (1993, 1995), Mark O'Meara (1994) y Jim Furyk (1997).
El campeonato es parte del PGA Tour Latinoamérica, también presentado en el Tour Europeo en una ocasión, en 2001. En los años siguientes, la crisis financiera argentina obligó en 2001 a reducir el premio sustancialmente. De 2005 a 2008, el torneo integró el calendario del Challenge Tour Europeo. En 2008 se reprogramó para abril, lo que significa que el Abierto Argentino apareció dos veces durante la temporada 2008 del Challenge Tour.
El récord de más victorias lo consiguió en 1967 el campeón del Abierto Británico Roberto De Vicenzo, quien ganó el título en nueve ocasiones entre 1944 y 1974. Los siguientes jugadores más exitosos son Vicente Fernández, con ocho victorias más en 32 años entre 1968 y 2000, la última en un playoff contra su compatriota argentino, Eduardo Romero, y José Jurado, que ganó siete veces entre los años 1920 y 1931.

## Campeones
| Año  | Campeón                | Score         | Subcampeón                                   | Campo                 | Campeón amateur                   |
| ---- | ---------------------- | ------------- | -------------------------------------------- | --------------------- | --------------------------------- |
| 2025 | Justin Suh             | 257           | Ian Holt Kim Seong-hyeon Cole Sherwood       | Jockey Club           |                                   |
| 2024 | Mason Andersen         | 263           | Kristoffer Ventura                           | Olivos                |                                   |
| 2022 | Zack Fischer           | 270           | Linus Lilliedahl                             | Nordelta Golf Club    |                                   |
| 2021 | Jorge Fernández-Valdés | 277           | Jeremy Gandon Rak Cho                        | Nordelta Golf Club    | Vicente Marzilio                  |
| 2019 | Ricardo Celia          | 269           | Brandon Matthews                             | Jockey Club           | Aram Yenidjeian                   |
| 2018 | Isidro Benítez         | 270           | Russell Budd Harry Higgs                     | Pilará Golf Club      | Mateo Fernández de Oliveira       |
| 2017 | Brady Schnell          | 272           | Matt Ryan Andreas Halvorsen                  | Jockey Club           | Andres Gallegos                   |
| 2016 | Kent Bulle             | 275           | James Beck III Nate Lashley                  | Olivos GC             | Joaquín Niemann                   |
| 2015 | Kent Bulle             | 269           | Juan Álvarez (a)                             | Jockey Club           | Juan Álvarez (a)                  |
| 2014 | Emiliano Grillo        | 266           | Brad Hopfinger                               | Martindale CC         | Alejandro Tosti                   |
| 2013 | Marcelo Rozo           | 278           | Jeff Gove                                    | Nordelta Golf Club    | No hubo                           |
| 2012 | Ángel Cabrera          | 270           | Miguel Carballo, Oscar Fraustro              | Nordelta Golf Club    | Alejandro Tosti                   |
| 2011 | Maximiliano Godoy      | 278           | Guillermo Pumarol                            | Pilar Golf Club       | Jorge Fernández-Valdés            |
| 2010 | Jhonattan Vegas        | 270           | Andrés Romero                                | Jockey Club           | Thomas Baik                       |
| 2009 | César Costilla         | 282           | Paulo Pinto, Julio Zapata                    | Nordelta GC           | Emiliano Grillo                   |
| 2008 | Antti Ahokas           | 270           | Martin Monguzzi                              | Hurlingham GC         | Jorge Fernández-Valdés            |
| 2007 | Marco Ruiz             | 275           | Daniel Vancsik                               | Buenos Aires GC       | Emiliano Grillo                   |
| 2006 | Rafael Echenique       | 277           | Ángel Cabrera, Ricardo González              | Pilar GC              | Alan Wagner                       |
| 2005 | Kevin Stadler          | 274           | Ángel Cabrera                                | Jockey Club           | Tomas Argonz                      |
| 2004 | José Cóceres*          | 278           | Eduardo Romero                               | Buenos Aires GC       | Alfredo Heredia                   |
| 2003 | Rodolfo González*      | 281           | Clodomiro Carranza                           | Olivos GC             | G. Fernández Castaño              |
| 2002 | Ángel Cabrera          | 269           | José Cóceres                                 | Hurlingham GC         | Jose Luis Campra                  |
| 2001 | Ángel Cabrera          | 268           | Carl Pettersson                              | Jockey Club           | Matias Anselmo                    |
| 2000 | Vicente Fernández*     | 277           | Eduardo Romero                               | Jockey Club           | Jaime Nougues                     |
| 1999 | Scott Dunlap           | 272           | Ian Woosnam, José Cóceres                    | Martindale GC         | Matias O´Curry                    |
| 1998 | Raúl Fretes            | 271           | Sergio García, Ángel Cabrera Gustavo Mendoza | Jockey Club           | Sergio García                     |
| 1997 | Jim Furyk              | 275           | Chris DiMarco, Mathias Grönberg, Tim Hegna   | Jockey Club           | Julio Madero                      |
| 1996 | Pedro Martínez         | 272           | Tim Herron                                   | Olivos GC             | Lee Jae In                        |
| 1995 | Mark Calcavecchia*     | 279           | Andrew Magee                                 | Jockey Club           | Martin Lonardi                    |
| 1994 | Mark O'Meara           | 278           | John Cook, César Monasterio                  | Buenos Aires GC       | Manuel Maglione                   |
| 1993 | Mark Calcavecchia      | 270           | Miguel Guzmán                                | Jockey Club           | Gustavo Piovano                   |
| 1992 | Craig Stadler*         | 276           | Eduardo Romero                               | Olivos GC             | Francisco Alemán                  |
| 1991 | Jay Don Blake          | 273           | Craig Stadler                                | GC Argentino          | Marco Ruiz                        |
| 1990 | Vicente Fernández      | 268           | Eduardo Romero                               | Mar del Plata GC      | Martin Travella                   |
| 1989 | Eduardo Romero         | 275           | Luis Carbonetti                              | GC Argentino          | Roy Mackenzie                     |
| 1988 | Miguel Fernández       | 264           | Vicente Fernández                            | Hurlingham GC         | Carlos Larrain                    |
| 1987 | Miguel Fernández       | 277           | Eduardo Romero, Miguel Martín                | Córdoba GC            | Fernando Chiesa                   |
| 1986 | Vicente Fernández      | 278           | Miguel Fernández                             | San Isidro GC         | Fernando Chiesa                   |
| 1985 | Vicente Fernández      | 283           | Adan Sowa, Antonio Ortiz Rafael Alarcon      | Ranelagh GC           | Federico McNeil                   |
| 1984 | Vicente Fernández      | 279           | Antonio Ortiz                                | Olivos GC             | Juan Velazco                      |
| 1983 | Adan Sowa              | 283           | Antonio Ortiz                                | San Andrés GC         | Luis Carbonetti                   |
| 1982 | Jorge Soto             | 283           | Vicente Fernández                            | Olivos GC             | Martin Travella                   |
| 1981 | Vicente Fernández      | 274           | Jack Ferenz                                  | Jockey Club           | José Brañas                       |
| 1980 | Gary Hallberg          | 280           | Vicente Fernández                            | Jockey Club           | Álvaro Canessa                    |
| 1979 | Tom Weiskopf           | 289           | Alberto Rivadeneira                          | Olivos GC             | Jorge Eiras                       |
| 1978 | Adan Sowa              | 283           | Sam Torrance                                 | Jockey Club           | Oscar Vetere                      |
| 1977 | Florentino Molina      | 278           | Vicente Fernández                            | Olivos GC             | Alberto Barreira                  |
| 1976 | Florentino Molina      | 274           | Vicente Fernández                            | Jockey Club           | Jorge Ledesma                     |
| 1975 | Florentino Molina      | 281           | Roberto De Vicenzo                           | Lomas Atletic Club    | Luis Carbonetti                   |
| 1974 | Roberto De Vicenzo     | 273           | Vicente Fernández                            | Mar del Plata GC      | Edmundo Grasty                    |
| 1973 | Florentino Molina      | 272           | Fidel de Luca, Leopoldo Ruiz                 | Hurlingham GC         | Roberto Monguzzi                  |
| 1972 | Fidel de Luca          | 283           | Juan Quinteros, Jorge Soto                   | Córdoba GC            | Roberto Monguzzi                  |
| 1971 | Florentino Molina      | 275           | Vicente Fernández                            | Hindú Club            | Alberto Barreira                  |
| 1970 | Roberto De Vicenzo     | 285           | Fidel de Luca                                | Río Cuarto GC         | Horacio Carbonetti                |
| 1969 | Vicente Fernández      | 271           | Fidel de Luca, Orlando Tudino                | Ranelagh GC           | Diego Correa                      |
| 1968 | Vicente Fernández      | 279           | Fidel de Luca                                | GC Argentino          | Guillermo Ehrman                  |
| 1967 | Roberto De Vicenzo     | 282           | Alberto Rivadeneira                          | San Andres GC         | Jorge Ledesma                     |
| 1966 | Juan Carlos Castillo   | 277           | Sebastián Nicolosi                           | Jockey Club           | Roberto Monguzzi                  |
| 1965 | Roberto De Vicenzo     | 277           | Orlando Tudino                               | Hurlingham GC         | Oscar Cella                       |
| 1964 | Elcido Nari            | 283           | Juan Martínez                                | San Isidro GC         | Jorge Ledesma                     |
| 1963 | Jorge Ledesma          | 282           | Roberto De Vicenzo                           | GC General San Martín | Jorge Ledesma                     |
| 1962 | Ángel Miguel           | 285           | Florentino Molina                            | Ituzaingó GC          | Jorge Ledesma                     |
| 1961 | Fidel de Luca          | 287           | Esteban Sorolla                              | Lomas Atletic Club    | Jorge Ledesma                     |
| 1960 | Fidel de Luca          | 274           | Leopoldo Ruiz                                | Mar del Plata GC      | Jorge Ledesma                     |
| 1959 | Leopoldo Ruiz          | 289           | Eduardo Blasi                                | Hindú Club            | O. Cella, R. Benito, García Merou |
| 1958 | Roberto De Vicenzo     | 278           | Orlando Tudino                               | Rosario GC            | Juan Sugasti                      |
| 1957 | Leopoldo Ruiz          | 284           | Juan Anzaldo, Juan Martínez                  | Ranelagh GC           | Jorge Ledesma                     |
| 1956 | Antonio Cerdá          | 281           | Fidel de Luca                                | Córdoba GC            | Angel Monguzzi                    |
| 1955 | Enrique Bertolino      | 273           | Roberto De Vicenzo                           | Campos Argentinos     | Jorge Ledesma                     |
| 1954 | Fidel de Luca*         | 281           | Arturo Soto                                  | Campos Argentinos     | Carlos Brachts                    |
| 1953 | Mario Gonzalez         | 280           | Roberto De Vicenzo                           | Campos Argentinos     | Juan Segura                       |
| 1952 | Roberto De Vicenzo     | 287           | Juan Anzaldo                                 | San Andrés GC         | Juan Segura                       |
| 1951 | Roberto De Vicenzo     | 278           | Antonio Cerdá                                | San Isidro GC         | Juan Segura                       |
| 1950 | Martín Pose*           | 283           | Enrique Bertolino                            | Hurlingham GC         | Juan Segura                       |
| 1949 | Roberto De Vicenzo     | 270           | Juan Anzaldo                                 | Olivos GC             | Alberto Texier                    |
| 1948 | Antonio Cerdá          | 286           | Juan Anzaldo                                 | Hindú Club            | Alberto Texier                    |
| 1947 | Enrique Bertolino      | 279           | Roberto De Vicenzo                           | GC Argentino          | Carlos Brachts                    |
| 1946 | Lloyd Mangrum*         | 271           | Vic Ghezzi                                   | Jockey Club           | Mario González                    |
| 1945 | No se realizó          | No se realizó | No se realizó                                | No se realizó         | No se realizó                     |
| 1944 | Roberto De Vicenzo     | 288           | Arturo Soto                                  | Ituzaingo GC          | Mario González                    |
| 1943 | Marcos Churio          | 288           | Emilio Serra, Leonardo Nicolosi              | San Andrés GC         | Luis Herrera                      |
| 1942 | Manuel Martín          | 298           | Pedro Ledesma (amateur)                      | Olivos GC             | Pedro Ledesma                     |
| 1941 | Jimmy Demaret          | 279           | Eduardo Blasi, Enrique Bertolino             | San Isidro GC         | Tulio Martínez                    |
| 1940 | Mario González         | 285           | Emilio Serra, Leonardo Nicolosi              | GC Argentino          | Mario González                    |
| 1939 | Martín Pose*           | 292           | Emilio Serra                                 | Ranelagh GC           | Heriberto Buchanan                |
| 1938 | Paul Runyan            | 282           | Andrés Pérez, Martín Pose                    | Ituzaingó GC          | Héctor Villamil                   |
| 1937 | Henry Picard           | 288           | Marcos Churio, Emilio Dunezat                | San Andrés GC         | Harry Smith                       |
| 1936 | John Cruickshank       | 290           | Juan Martínez                                | Olivos GC             | Heriberto Buchanan                |
| 1935 | John Cruickshank       | 295           | Marcos Churio                                | GC Argentino          | Emilio Anchorena                  |
| 1934 | Marcos Churio          | 285           | Enrique Bertolino                            | GC Argentino          | Heriberto Buchanan                |
| 1933 | Martín Pose            | 292           | Tomas Genta                                  | Ituzaingó GC          | Hector Villamil                   |
| 1932 | Andrés A Pérez         | 297           | Marcos Churio, Héctor Frecero                | Ranelagh GC           | Alfonso Moffatt                   |
| 1931 | José Jurado            | 289           | John Cruickshank                             | Jockey Club           | Alberto Anchorena                 |
| 1930 | Tomás Genta            | 288           | John Cruickshank, José Jurado                | San Andrés GC         | M. Demaria Sala                   |
| 1929 | José Jurado            | 292           | Marcos Churio                                | Ituzaingó GC          | Wesley Smith                      |
| 1928 | José Jurado            | 293           | Marcos Churio                                | San Andrés GC         | T. Sanderson                      |
| 1927 | José Jurado            | 298           | Andrés Pérez, Juan Eustace                   | Lomas Atletic Club    | John Cruickshank                  |
| 1926 | Marcos Churio          | 294           | Lágrima González                             | GC Argentino          | John Cruickshank                  |
| 1925 | José Jurado            | 320           | Lágrima González                             | Lomas Atletic Club    | Federico Elertondo                |
| 1924 | José Jurado            | 291           | Ramón Rivarola                               | San Andrés GC         | John Cruickshank                  |
| 1923 | Andrés A Pérez         | 302           | José Jurado                                  | San Andrés GC         | John Cruickshank                  |
| 1922 | Andrés A Pérez         | 300           | José Jurado                                  | San Andrés GC         |                                   |
| 1921 | Andrés A Pérez         | 303           | José Jurado                                  | GC Argentino          |                                   |
| 1920 | José Jurado            | 307           | Andrés Pérez                                 | San Andrés GC         | H. Salmonson                      |
| 1919 | Raúl Castillo          | 307           | José Jurado                                  | GC Argentino          | John May                          |
| 1918 | Juan Eustace           | 328           | Raúl Castillo                                | San Andrés GC         | John May                          |
| 1917 | Lágrima González       | 305           | Raúl Castillo, Juan Eustace                  | Lomas Atletic Club    | Federico Elertondo                |
| 1916 | Lágrima González       | 305           | Raúl Castillo                                | GC Argentino          | Federico Elertondo                |
| 1915 | Lágrima González       | 305           | Alex Philip                                  | GC Argentino          | John May                          |
| 1914 | Raúl Castillo          | 318           | Lágrima González                             | San Andrés GC         | C. Watts                          |
| 1913 | Alex Philip            | 328           | Mungo Park                                   | San Andrés GC         | H. Hickey                         |
| 1912 | Mungo Park             | 308           | Lágrima González, Juan Eustace               | San Andrés GC         | A. Kidd                           |
| 1911 | Rodolfo Castillo       | 301           | Juan Eustace                                 | San Andrés GC         | H. Bucknall                       |
| 1910 | Alex Philip            | 306           | Juan Eustace                                 | GC Argentino          | P. Aste                           |
| 1909 | Raúl Castillo          | 317           | P. Aste (amateur), E. Donet (amateur)        | San Andrés GC         | P. Aste, E. Donet                 |
| 1908 | Frank Sutton (amateur) | 307           | Mungo Park                                   | Buenos Ayres GC       | Frank Sutton                      |
| 1907 | Mungo Park             | 305           | Jack Park                                    | Buenos Ayres GC       | J.A. Brown                        |
| 1906 | John Avery Wright      | 158           | Mungo Park, Frank Sutton                     | Buenos Ayres GC       | J. Avery Wright                   |
| 1905 | Mungo Park             | 167           | Juan Dentone, H. Bucknall (amateur)          | Buenos Ayres GC       | H. Bucknall                       |